# 日向坂46・松田好花のオールナイトニッポンシリーズ
『日向坂46・松田好花のオールナイトニッポンシリーズ』（ひなたざかフォーティーシックス・まつだこのかのオールナイトニッポンシリーズ）は、日向坂46・松田好花がパーソナリティを担当するニッポン放送のラジオ番組のうち、「オールナイトニッポン」をタイトルに含む総称。
2023年10月29日（28日深夜）から2024年3月31日（30日深夜）までは、『日向坂46・松田好花のオールナイトニッポン0(ZERO)』（ひなたざかフォーティーシックス・まつだこのかのオールナイトニッポンゼロ）を放送していた。
2024年4月5日（4日深夜）からは、『日向坂46・松田好花のオールナイトニッポンX』（ひなたざかフォーティーシックス・まつだこのかのオールナイトニッポンクロス）として放送。

## 概要
松田は、2021年10月から『ひなこい presents 日向坂46松田好花の日向坂高校放送部』（ニッポン放送）のパーソナリティを担当していた。
2023年4月21日（20日深夜）には、『日向坂46・松田好花のオールナイトニッポンX』が特番で放送された。
2023年9月9日放送の『ひなこい presetns 日向坂46松田好花の日向坂高校放送部』内で、同月末をもって同番組が終了することに加え、翌月から『日向坂46・松田好花のオールナイトニッポン0(ZERO)』の放送が開始されることを発表した。
その後、2024年4月から、「オールナイトニッポンX」の木曜パーソナリティを担当することが発表された。
オールナイトニッポン0(ZERO)放送時の番組ハッシュタグは「#松田好花ANN0」。
オールナイトニッポンX放送時の番組ハッシュタグは「#松田好花ANNX」。

## 放送日時
オールナイトニッポン0(ZERO)
| 放送期間                                              | 放送時間                                                      | 放送局       | 備考  |
| ----------------------------------------------------- | ------------------------------------------------------------- | ------------ | ----- |
| 2023年10月29日（28日深夜）- 2024年3月31日（30日深夜） | 日曜日 3:00 - 5:00 （月1回・毎月最終土曜日深夜 27:00 - 29:00) | ニッポン放送 | [ 9 ] |

オールナイトニッポンX
| 放送期間                     | 放送時間                      | 放送局       | 備考        |
| ---------------------------- | ----------------------------- | ------------ | ----------- |
| 2023年4月21日 2024年4月5日 - | 金曜日（木曜深夜）0:00 - 0:58 | ニッポン放送 | [ 7 ] [ 5 ] |

## 出演者

### パーソナリティ
- 松田好花（日向坂46）

## メールテーマ

### コーナー
空まで届け ぽかぽか キュン ひとりじゃない 仲間とともに 高く飛べ 日向坂46 ひー！
「日向坂46の円陣前の掛け声を勝手に考えよう」というコーナー。
既存の掛け声を一部、または丸ごと変えるなど、あくまでも勝手に送る。
深・真夜中の松田さん
「松田好花が言ってそうな寝言」を募集するコーナー。嘘でも本当の寝言でも何でもOK。
『ひなこい presents 日向坂46松田好花の日向坂高校放送部』でも「真夜中の松田さん」として募集していた。
結果、おいしくなりました
明治とのタイアップコーナー。

## スタッフ
オールナイトニッポン0(ZERO)
- ディレクター:野上大貴[1]
- 構成:佐藤満春[32][33]

オールナイトニッポンX
- ディレクター:小笠原虎太朗
- 構成:佐藤満春[34]